# Werner Baumbach
Pour les articles homonymes, voir Baumbach.
Werner Baumbach est un Oberst de la Luftwaffe pendant la Seconde Guerre mondiale, né le 27 décembre 1916 à Cloppenburg (Empire allemand) et mort le 20 octobre 1953 à La Plata (Argentine).
Pilote de bombardiers, il a notamment été commandant de l'unité de bombardiers secrète Kampfgeschwader 200 (KG 200). Il a reçu la  croix de chevalier de la croix de fer avec feuilles de chêne et glaives pour la destruction de plus de trois cent mille tonneaux de jauge brute (TJB) des navires alliés.

## Biographie

### Militaire sous le Troisième Reich
Baumbach entre dans la Luftwaffe en 1936, à l'âge de 20 ans et est formé comme pilote de bombardier. Il est l'un des premiers pilotes à combattre sur Junkers Ju 88 et à effectuer diverses missions de bombardement avec la Kampfgeschwader 30 (KG 30).
Le 19 avril 1940 peu avant la bataille de France, il bombarde et endommage le croiseur français Émile Bertin, action pour laquelle il reçoit la croix de fer 1re classe. En 1942, Baumbach quitte ses fonctions de pilote et commence à travailler sur de nouveaux plans de bombardiers : entre autres, il aide à concevoir le système de bombardiers hybrides Mistel. En 1944, il est placé à la tête de la nouvelle formation Kampfgeschwader 200 (KG 200) et est chargé de toutes les missions spéciales de la Luftwaffe. Baumbach est promu Oberstleutnant le 15 novembre 1944 et est nommé à l'OKL General der Kampfflieger (en) (« inspecteur des avions de combat »). Ce poste qui n'est pas celui d'un général est également connu sous la terminologie Inspekteur der Kampf- und Sturzkampfflieger (« inspecteur des avions de combat et d'attaque en piqué »)
Après la capitulation de l'Allemagne, Werner Baumbach est arrêté le 23 mai 1945 avec le gouvernement de Flensbourg.

### Après-guerre
Après la guerre, Baumbach passe trois ans comme prisonnier de guerre avant de s'installer en Argentine où il travaille comme pilote d'essai. Il se tue dans un accident d'avion le 20 octobre 1953 pendant l'évaluation d'un bombardier britannique Lancaster près de Buenos Aires dans le Río de la Plata. Il est enterré dans sa ville natale de Cloppenburg.

## Publication
Les mémoires de Baumbach, « Zu spät : Aufstieg und Untergang der deutschen  Luftwaffe » (titre anglais: Broken Swastika), ont été publiés dans les années 1960 à titre posthume. Baumbach y montre qu'il était toujours attaché à l'idéologie du national-socialisme.
Par ailleurs, Baumbach n'y évoque pas son passage de quatre mois au commandement du KG 200, probablement pour ne pas révéler de secret militaire.

## Distinctions
- Plaque de bras Narvik.
- Insigne de combat de la Luftwaffe section bombardier en or avec fanion 200 :
  - en argent, le 22 mars 1941[3] ;
  - en or, en 1942[3].
- Insigne de pilote-observateur en or avec diamants, le 14 juillet 1941[3].
- Ehrenpokal der Luftwaffe.
- Croix de fer (1939) :
  - 2e classe, le 28 septembre 1939[3] ;
  - 1re classe, le 4 mai 1940[3].
- Croix de chevalier de la croix de fer avec feuilles de chêne et glaives :
  - croix de chevalier le 8 mai 1940, en tant que Leutnant et pilote du 5./KG 30[4] ;
  - 20e feuilles de chêne, le 14 juillet 1941 en tant qu’Oberleutnant et Staffelkapitän du 1./KG 30[4] ;
  - 16e glaives, le 17 août 1942 en tant que Hauptmann et Gruppenkommandeur du 1./KG 30.